# Agathis quadrangularis
Agathis quadrangularis är en stekelart som först beskrevs av Charles Thomas Brues 1933.  Agathis quadrangularis ingår i släktet Agathis och familjen bracksteklar. Inga underarter finns listade i Catalogue of Life.